# Gzy (gmina)
Gzy (daw. gmina Kozłowo) – gmina wiejska w województwie mazowieckim, w powiecie pułtuskim. W latach 1975–1998 gmina położona była w województwie ciechanowskim.
Siedziba gminy to Gzy.
Według danych za rok 2017 gminę zamieszkiwało 3858 osób. Tendencja spadkowa liczby ludności utrzymuje się stale od 15 lat.

## Struktura powierzchni
Według danych z roku 2002 gmina Gzy ma obszar 104,44 km², w tym:
- użytki rolne: 88%
- użytki leśne: 7%

Gmina stanowi 12,6% powierzchni powiatu.

## Demografia

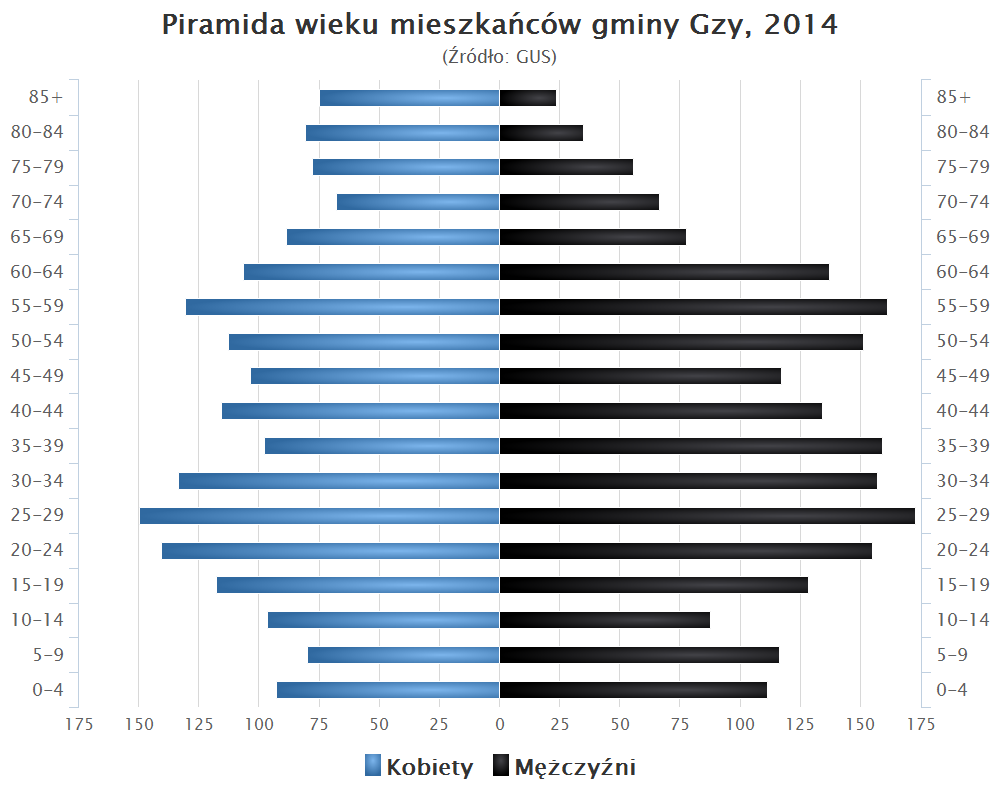
Piramida wieku mieszkańców gminy Gzy w 2014 roku

## Oświata
W gminie działa Szkoła Społeczna im. Papieża Jana Pawła II w Gzach oraz 2 Publiczne Szkoły Podstawowe: w Przewodowie Poduchownym i Skaszewie Włościańskim. Poza tym w Gzach funkcjonuje Gminna Biblioteka Publiczna.

## Ochrona przeciwpożarowa
Na terenie gminy funkcjonuje 6 Ochotniczych Straży Pożarnych: w Gzach, Przewodowie-Majoracie, Szyszkach, Pękowie, Porzowie i Ostaszewie Wielkim. Jednostka z Gzów należy do Krajowego Systemu Ratowniczo-Gaśniczego. Prezesem Zarządu Oddziału Gminnego Związku Ochotniczych Straży Pożarnych RP w Gzach jest Zbigniew Kołodziejski.

## Sołectwa
Begno, Borza-Strumiany, Gotardy, Grochy-Imbrzyki, Grochy-Serwatki, Gzy, Gzy-Wisnowa, Kęsy-Wypychy, Kozłowo, Kozłówka, Łady-Krajęczyno, Mierzeniec, Nowe Borza, Nowe Przewodowo, Nowe Skaszewo, Ołdaki, Ostaszewo-Pańki, Ostaszewo Wielkie, Ostaszewo-Włuski, Pękowo, Porzowo, Przewodowo-Majorat, Przewodowo-Parcele, Przewodowo Poduchowne, Sisice, Skaszewo Włościańskie, Stare Grochy, Słończewo, Sulnikowo, Szyszki, Tąsewy, Wójty-Trojany, Zalesie-Lenki, Żebry-Falbogi, Żebry-Wiatraki.

## Sąsiednie gminy
Gołymin-Ośrodek, Karniewo, Pułtusk, Sońsk, Świercze, Winnica